# An Bình, Biên Hòa
An Bình là một phường thuộc thành phố Biên Hòa, tỉnh Đồng Nai, Việt Nam.

## Địa lý
Phường An Bình là một phường nằm ngoại ô thành phố Biên Hòa, được bao bọc bởi một bên là sông Đồng Nai và một bên là hai khu công nghiệp Biên Hòa 1, Biên Hòa 2, nằm cách trung tâm nội ô thành phố Biên Hòa khoảng 9 km, có Quốc lộ 1 chạy qua, có vị trí địa lý:
- Phía đông giáp phường Long Bình
- Phía tây giáp các phường Hiệp Hòa, Tân Vạn và tỉnh Bình Dương
- Phía nam giáp phường Long Bình Tân
- Phía bắc giáp phường Bình Đa và phường Tam Hiệp.

Phường An Bình có diện tích 10,39 km², dân số năm 2022 là 49.003 người, mật độ dân số đạt 4.716 người/km².

## Hành chính
Phường An Bình được chia thành 11 khu phố: 1, 2, 3, 4, 5, 7, 8, 9, 10, 11, 12.

## Lịch sử
Trong bản đồ Vidalin (1867), khu vực phường An Bình ngày nay thuộc huyện Phước Chánh, phủ Phước Long, tỉnh Biên Hòa. Trong bản đồ Boilloux (1881), khu vực thuộc tổng Phước Vĩnh Thuợng, tiểu khu Biên Hòa, sau này thuộc tỉnh Biên Hoà.
Dưới chính quyền Việt Nam Cộng hoà, khu vực này toạ lạc xã Tam Hiệp, thuộc quận Đức Tu, tỉnh Biên Hoà.
Sau năm 1975, phường An Bình được thành lập, thuộc thành phố Biên Hoà, tỉnh Đồng Nai.
Trước năm 2016, phường An Bình được chia thành 12 khu phố: 1, 2, 3, 4, 5, 6, 7, 8, 9, 10, 11, 12.
Ngày 29 tháng 12 năm 2016, Uỷ ban Nhân dân tỉnh Đồng Nai ban hành Quyết định 4547/QĐ-UBND, trong đó sáp nhập khu phố 6 vào khu phố 7.

## Kinh tế
Có hàng trăm công ty xí nghiệp đóng chân trên địa bàn, có trục lộ giao thông đường bộ và trục lộ giao thông đường thủy rất thuận lợi cho việc giao lưu kinh tế - thương mại dịch vụ.